# Victor Vignon
Victor Vignon, celé jméno Victor Alfred Paul Vignon (25. prosince 1847, Hauts-de-France, Francie – 15. března 1909, Meulan, Île-de-France, Francie) byl francouzský impresionistický malíř a grafik.

## Životopis
Jeho matkou byla Marie-Noémi Cadiot, sochařka, která pracovala pod jménem Claude Vignon. V čase jeho narození byla jeho matka majitelkou hotelu, který byl v 50. letech 18. století vyzdoben Pierrem Puvisem de Chavannes, takže vyrůstal obklopen uměním. Studoval u Camille Corota a Adolphe-Félixe Calse Původně pracoval ve Val-d'Oise, podnikal cesty do Clamartu, Bougivalu a La Celle-Saint-Cloud. V 70. letech 19. století se stýkal s Camillem Pissarrem a jeho přáteli v Auvers-sur-Oise.
V roce 1880 se přestěhoval do Nesles-la-Vallée, kde usadil v L'Isle-Adam ve Val-d'Oise. Zde se spřátelil s Vincentem Van Goghem a Dr. Dr. Paul Gachet se stal jedním z jeho nejlepších zákazníků. Zúčastnil se páté, šesté a sedmé impresionistické výstavy. Byl kritizován Claude Monetem, tvrdil, že jeho ostré obrysy nejsou skutečně impresionistické. Tuto kritiku zopakovali v 90. letech 19. století kritici Roger Marx a Félix Fénéon, kteří uvádějí, že mnoho z jeho prací se spíše podobá starým holandským mistrům.
Příval kritiky měl svůj účinek a jeho práce byla odmítnuta na několika impresionistických vystavách, včetně pařížského Salonu. Nakonec mu Dr. Georges Viau, chirurg, který byl vášnivým sběratelem umění, pomohl s vystavením jeho děl na výstavě Universelle v roce 1900. O tři roky později Pierre-Auguste Renoir a Paul Durand-Ruel pomohli uspořádat retrospektivu jeho práce. Po jeho smrti uspořádali Renoir a Julie Manet-Rouart (dcera Berthe Morisot) další výstavu.

## Galerie

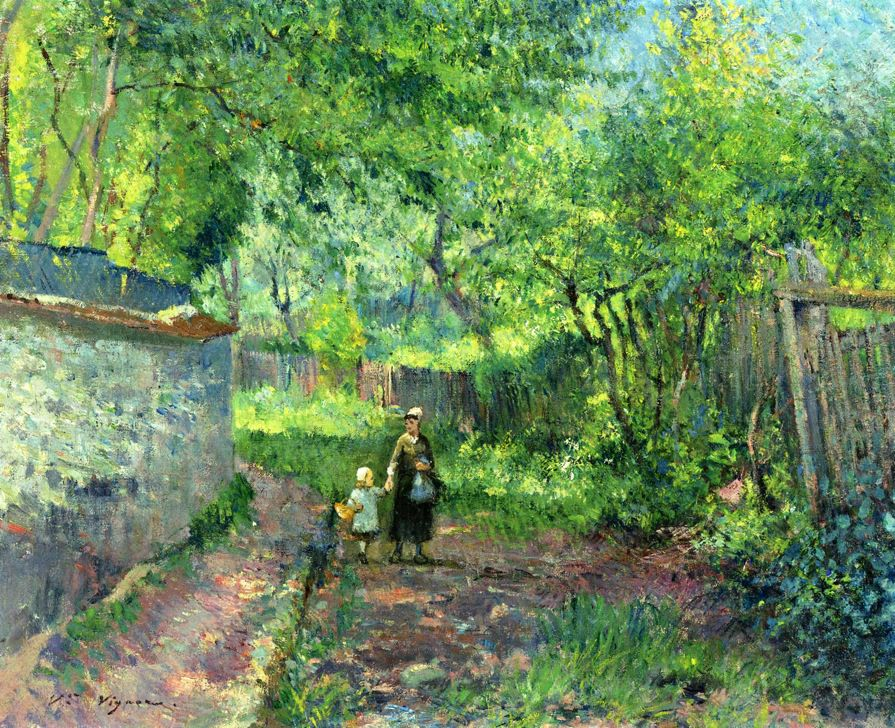
Matka s dítětem Taking a Walk
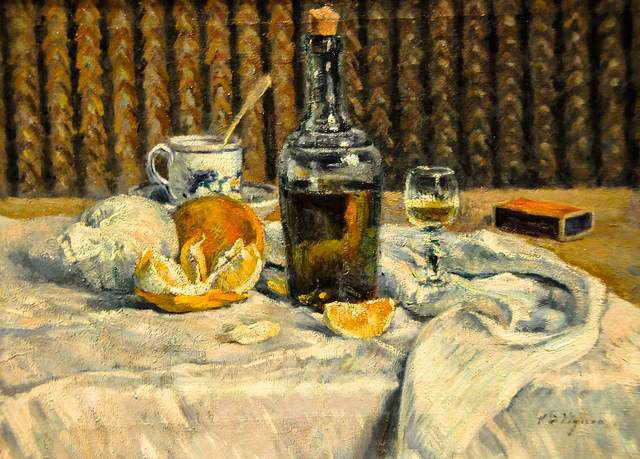
Zátiší s pomeranči
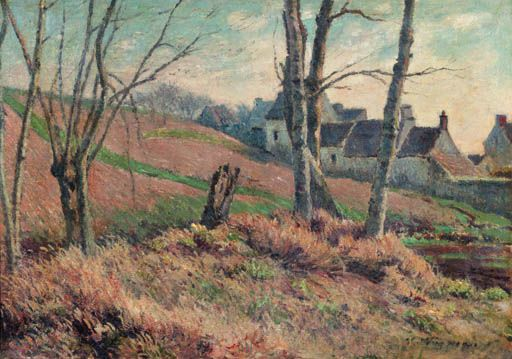
Domky
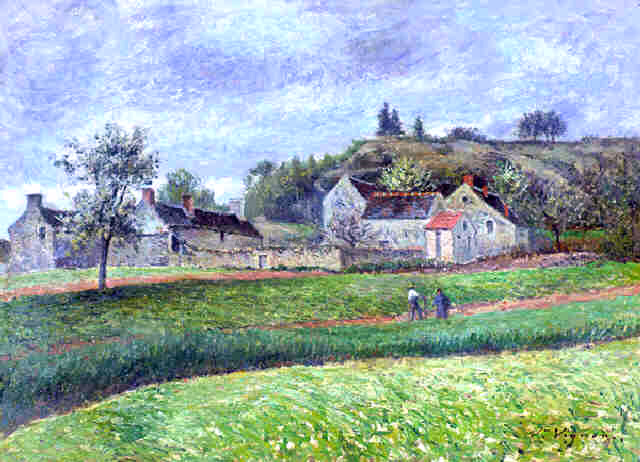
Jaro na vesnici